# Ohr (ebraismo)

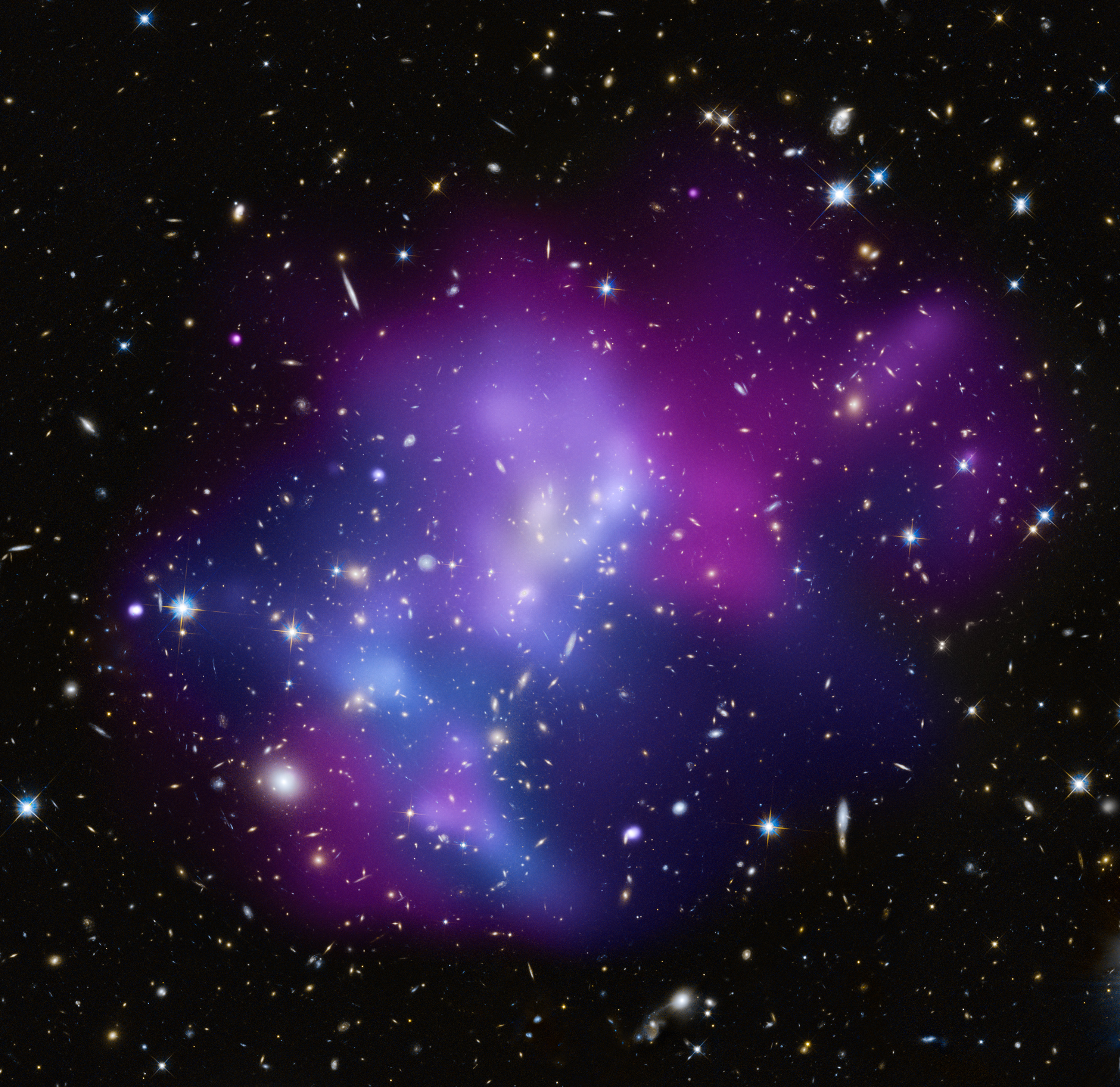
Luci nell'universo

Ohr (in ebraico אור‎?, Luce; plurale: Ohros/Ohrot, in ebraico אורות‎?) è un termine centrale nella Cabala della tradizione mistica ebraica; in italiano è definito come luce celeste e/o luce superna.
L'analogia della luce fisica viene usata come modo per descrivere le emanazioni metafisiche divine. Shefa ("Flusso" in ebraico שפע‎? ed il suo derivato, Hashpoah "Influenza" in ebraico השפעה‎?), vengono a volte utilizzati alternativamente nella Cabala ebraica, termini presenti anche nella filosofia ebraica medievale per significare influenza divina, mentre i cabalisti preferiscono Ohr perché il suo valore numerico (ghematrico) risulta in Raz ("mistero"). È una delle due metafore principali nella Cabala, per comprendere la Divinità, insieme con l'altra metafora della relazione tra anima e corpo nelle Sephirot. La descrizione metaforica del flusso creativo spirituale divino, usando il termine come "luce" fisica percepita dall'occhio, proviene da similarità analoghe. Queste includono la fisicità immateriale della luce, la gioia che ispira e l'illuminazione che dà, la sua trasmissione apparentemente immediata e il costante collegamento con la sua fonte. La luce può essere velata ("Tzimtzum" - 'contrazioni' nella Cabala) e riflessa ("una luce ascendente dalle Creazioni" nella Cabala). La luce bianca si divide in 7 colori, eppure questa pluralità si unisce da una sola fonte. La luce divina si divide in 7 Sephirot emotive, ma non vi è alcuna pluralità nell'Essenza divina. Il termine Ohr nella Cabala viene opposto a Ma'ohr, il "luminare", e Kli, il "vaso" spirituale della luce.
Come metafora ha anche i suoi limiti. La Divinità può essere compresa solo da confronti analoghi ai fenomeni spaziali e temporali che capiamo. Una volta che queste immagini vengono afferrate, la Cabala sottolinea allora la necessità di tentare di trascenderle capendo le loro carenze. Tra i limiti della metafora centrale della "luce" sono l'incapacità fisica del luminare di trattenere il suo splendore, la realizzazione dello scopo che la luce dà al luminare, e la differenziazione categorica tra la fonte e la sua luce. Per Dio, la Creazione è sorta metaforicamente "nella Divina Volontà", e non è stata provocata. L'emanazione della Creazione non permette di considerare lacune nella perfezione di Dio, questo sebbene nel Creato (cfr Nequdim) ve ne possano essere. La distinzione tra la Luce divina (a cominciare dall'Ohr Ein Sof - la "Luce Infinita" primordiale, e successivamente le 10 emanazioni delle Sephirot) e la Fonte Divina (l'Ein Sof "Infinito") appare solo rispetto alla Creazione. Dalla prospettiva di Dio, la Scrittura afferma: "Io sono il Signore, non cambio". Dalla prospettiva dell'autoconoscenza divina, le emanazioni rimangono completamente unite e nullificate alla fonte. Ciò risponde alla critica rabbinica di dualismo nella Cabala. Il termine nella Cabala e nella filosofia chassidica di questo annullamento è Bittul. Nella vita spirituale quotidiana (Deveikuth) ispira l'umiltà mistica di annullamento dell'ego.

## Ohr Ein Sof- La Luce Infinita
L'Ein Sof (letteralmente: "Senza Fine"/Illimitato/Infinito) è il termine cabalstico dell'Essenza Divina. La Cabala ebraica descrive 10 Sephirot (le 10 Emanazioni Divine o Attributi Divini), che rivelano la Divinità inconoscibile alla creazione e incanalano la vitalità creativa verso tutti i livelli dell'esistenza. Tuttavia, questi 10 attributi di Dio non rappresentano l'Essenza divina. I cabalisti differenziano tra le manifestazioni di Dio (forme di "luce") e la loro origine nell'Essenza divina (il "Luminare" e/o "Colui che illumina" con Misericordia: cfr Shachrit e Siddur). Questa differenza ha risolto le critiche che indicavano un'introduzione di pluralità nel Monoteismo puro dell'Ebraismo. I testi cabalistici fanno molta attenzione a sottolineare questa differenza e mettono in guardia contro l'antropomorfismo, evitando di formulare le sottili descrizioni della Cabala in termini umani. Per evitare tali eresie, la trasmissione storica della Cabala è stata tradizionalmente limitata all'insegnamento diretto in ambienti ristretti ed elitari.
Insieme alle 10 "luci" di Dio incorporate nelle Sephirot, la Cabala descrive anche una luce più primordiale che irradia dall‘Ein Sof (Infinito) stesso. Tale luce, origine di tutta la Creazione, e ogni luce inferiore, è chiamata "Ohr Ein Sof" ("La luce dell'Infinito", o alternativamente "La Luce Infinita"). I maestri cabalisti e chassidici si chiedono come possa esserci una rivelazione di Dio nell‘Ohr Ein Sof prima della Creazione. Certamente "non c'è re senza sudditi": prima della Creazione non esistevano esseri che potessero apprezzare una rivelazione di Luce divina. L‘Ohr Ein Sof è una forma di autoconoscenza divina e in Dio che conosce Se Stesso, Egli crea il tutto con il conseguente svolgimento storico e il relativo fine ultimo insito nella Divina Volontà più intima.
Come scritto anche nel primo Capitolo del Libro della Genesi della Bibbia ebraica, la luce è stata creata da Dio, con ciò risolvendo il paradosso della doppia rivelazione divina, come per esempio quella della Torah che è la sapienza di Dio, e la rivelazione della luce spirituale. La luce germoglierà per il Giusto nel "mondo avvenire". La haftarah della parashah Ki Tavo è Isaia 60:1-22, sesta nel ciclo di sette haftarot di consolazione dopo Tisha b'Av, che precede Rosh Hashanah, e mette in evidenza una fase profetica prevista con il "Mashiach". Il riferimento sottolinea nuovamente quanto già preannunciato anche nel Midrash di Bereshit Rabbah.

## Tzimtzum– Contrazione della Luce Divina

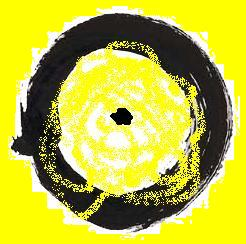
Ispirazione artistica dell'iniziale "contrazione" Tzimtzum dell'Ohr Ein Sof secondo Isaac Luria, per permettere alla Creazione autocosciente di emergere. Il concetto viene compreso senza connotazioni spaziali in base all'incorporealità della Divinità

Poiché l‘Ohr Ein Sof è di per se stesso infinito, non può essere direttamente la fonte della creazione dei Mondi (i Quattro Mondi e Seder hishtalshelus). Eventuali creazioni dirette della Luce Infinita sarebbero di numero infinito e non sarebbero quindi creazioni effettive, poiché sarebbero rimaste totalmente annullate ("bittul") dalla Luce Infinita, senza autoconsapevolezza indipendente. Invece è solo attraverso le restrizioni delle Sephirot e la "Catena di Progressione" discendente (Seder hishtalshelus), che i Mondi possono svilupparsi. Nella catena discendente dei Mondi dall'Infinito al nostro reame finito, il flusso creativo della Luce Divina incapsulata nelle Sephirot subisce innumerevoli costrizioni, diminuzioni e velature per nascondere progressivamente la Divinità. Nella Cabala questi sono chiamati "Tzimtzum" ("Contrazioni" - plurale: "tzimtzumim").
Tuttavia, dopo i nuovi insegnamenti e le dottrine del Isaac Luria (detto l'"Arizal"), nella Cabala lurianica, questi innumerevoli Tzimtzumim della catena discendente di Mondi sono chiamati il "Secondo Tzimtzum". Isaac Luria insegnò il nuovo concetto di "Primo Tzimtzum", basato su precedenti allusioni nello Zohar. Poiché la Cabala lurianica venne quasi universalmente accettata nello sviluppo ebraico della Cabala, al giorno d'oggi se il termine Tzimtzum viene utilizzato senza qualifiche, invariabilmente si riferisce alla prima Contrazione cosmica affermata da Luria (cfr. Tzimtzum).
In questo concetto radicale dell'"Ari", all'inizio della Creazione la Divinità si "ritirò" (uno Tzimtzum completo) da un "Chalal" ("spazio svuotato"), per consentire alla creazione di avvenire. Questa interpretazione forma un punto centrale della Cabala successiva (cfr. Tzimtzum), e il "ritiro" di Dio viene interpretato solo come un nascondimento dal punto di vista della Creazione, da applicarsi solo alla Sua luce e non alla sua Essenza, poiché ciò implicherebbe limitazioni eretiche del Divino. Nella Cabala lurianica il Tzimtzum occulta l‘Ohr Ein Sof, il che risolve la dicotomia tra la Luce Infinita e la possibilità di creare Mondi finiti. Senza questo salto radicale di un occultamento dell‘Ohr Ein Sof, anche con i progressivi e graduali occultamenti della Catena di Mondi, il problema non sarebbe propriamente superato. Solo una seconda nuova luce, incommensurabilmente diminuita e di una qualità diversa rispetto all‘Ohr Ein Sof, può diventare la fonte creativa di tutta la realtà. Questa nuova luce, una illuminazione "sottile" dall‘Ohr Ein Sof chiamata "Kav" ("Raggio"), splendette nello "spazio svuotato", e fu una luce adattata alla prospettiva delle successive creazioni secondo i loro termini. Poteva relazionarsi ala creazione finita (Immanenza divina), piuttosto che alla luce primordiale infinita (la Trascendenza divina ultima).

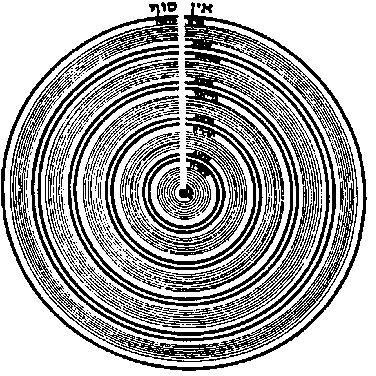
Rappresentazione metaforica dei Cinque Mondi con le 10 Sephirot in ognuno, come cerchi concentrici che si restringono, derivati dalla luce del Kav dopo lo Tzimtzum

Interpretazioni di quanto sopra nella Cabala ebraica e nella filosofia chassidica stanno attente ad evitare interpretazioni letterali, spaziali, o geometriche dello spazio liberato e del Kav (Raggio), siccome tali intese dimensionali si riferiscono solo al nostro mondo fisico. Ciò nonostante, le rappresentazioni diagrammatiche circolari di ciò, rigorosamente metaforiche, vengono utilizzate nella Cabala per illustrare il relativo processo. Nel primo, un cerchio nero è spezzato solo da una sottile linea verticale retta che scende dal bianco circostante verso il centro del cerchio nero dall'alto. Qui il bianco circostante rappresenta l‘Ein Sof, il cerchio nero rappresenta lo "spazio" svuoato Chalal, e la sottile linea bianca rappresenta l'illuminazione "sottile" del Kav, derivata dall‘Ohr Ein Sof, ma in grado di illuminare dentro al Chalal secondo i propri termini.
Questa rappresentazione viene quindi aumentata da un secondo diagramma simile, dove i Cinque Mondi successivi, ciascuno con 10 Sephirot successive, vengono visualizzati all'interno del cerchio originale come una serie di cerchi concentrici. La catena discendente dei Mondi procede nel diagramma verso il centro del cerchio, che rappresenta il nostro reame fisico più basso. Ogni susseguente Mondo e Sephirah è un cerchio concentrico successivamente più piccolo, che rappresenta la Divinità più diminuita e contratta. La stessa linea Kav è ancora mostrata come collegamento dell‘Ein Sof esterno col centro del cerchio, poiché la luce del Kav è l'origine di tutta la Creazione dopo il Tzimtzum, sebbene la sua luce subisca innumerevoli secondi tzimtzumim verso il centro del cerchio. L'utilizzo qui di cerchi concentrici o sfere è anche significativo, poiché per ogni successivo passo inferiore, la luce copre (sovev - "circonda") quel livello di creazione "immanente"(mimalei" - "riempita"). Ognuna delle Sephirot comprende una luce avvolgente investita nel suo vaso immanente. In modo simile ogni Mondo incorpora il proprio relativo livello di trascendenza divina, illuminando il proprio livello di immanenza divina.

## Nelle 10 Sefirot:OhroteKeilim- Luci e Vasi
Le 10 Sephirot descrivono le emanazioni, o attributi di Dio, nella Cabala. L‘Ein Sof ("Illimitato") è l'inconoscibile, indifferenziata, infinita Essenza Divina. Le 10 emanazioni delle Sephirot consentono alla Creazione di conoscere Dio e diventano gli attributi di Dio che rivelano la Divinità. Sono inoltre i canali attraverso cui tutta la Creazione è continuamente sorretta dal nulla, poiché nello schema cabalistico la Creazione è continua e Dio è l'unica vera esistenza. Una "Catena di Progressione" (Seder hishtalshelus) di "Mondi" discendenti, tra cui i Quattro Mondi, collegano l‘Ein Sof con il nostro reame fisico.
Si afferma che ognuna delle Sephirot consista di una "luce" (un ohr), che è detenuta in un  "vaso" (un kli in ebraico כלי‎?; plurale: keilim in ebraico כלים‎?). In generale, la luce è semplice e indifferenziata, in quanto deriva originariamente dall‘Ohr Ein Sof ("La Luce dell'Ein Sof"), la luce infinita di Dio. Rappresenta la rivelazione divina nel mondo ed è associata con il Nome Divino cabalistico di Ban. La differenziazione tra le 10 Sephirot, ciascuna con la propria caratteristica particolare, deriva da ciascuno dei loro differenti vasi spirituali. La luce si adatta ad ogni vaso, per esprimere la natura particolare di ogni vaso.
I cabalisti interpretano i loro insegnamenti mistici nell'esegesi del Tanakh (Bibbia ebraica) e della letteratura rabbinica. Ciò nasce dalla loro convinzione che la Cabala sia parte della Torah orale inerente alla rivelazione del Monte Sinai. Di conseguenza, nella tradizione ebraica, ogni versetto e concetto può essere interpretato nel quadruplice metodo ebraico detto Pardes, con le interpretazioni metafisiche della Cabala ebraica e filosofia chassidica che formano il livello Sod (segreto) del significato. In questo modo, la Cabala interpreta un secondo significato della legislazione talmudica e dell'uso del termine "vaso" ("Kli"). Nel senso halakhico un vaso è un oggetto che può servire ad uno scopo utile, anche se non dovesse assomigliare ad un ricettacolo materiale. Questo termine è usato spesso nelle discussioni delle leggi del Shabbat. Nel misticismo ebraico di solito queste narrazioni acquisiscono interpretazioni metafisiche, che riferiscono "Kli" al suo significato cabalistico. Nella filosofia chassidica, i quadruplici livelli plurali di significato sono visti come uniti in una maggiore fonte essenziale di spiegazione che descrive la Divinità. La mistica ebraica vede tali interpretazioni spirituali alternative della Torah come derivanti da ulteriori reami divini rivelati nella Catena dei Mondi.

### RatzoeShuv: flusso e riflusso

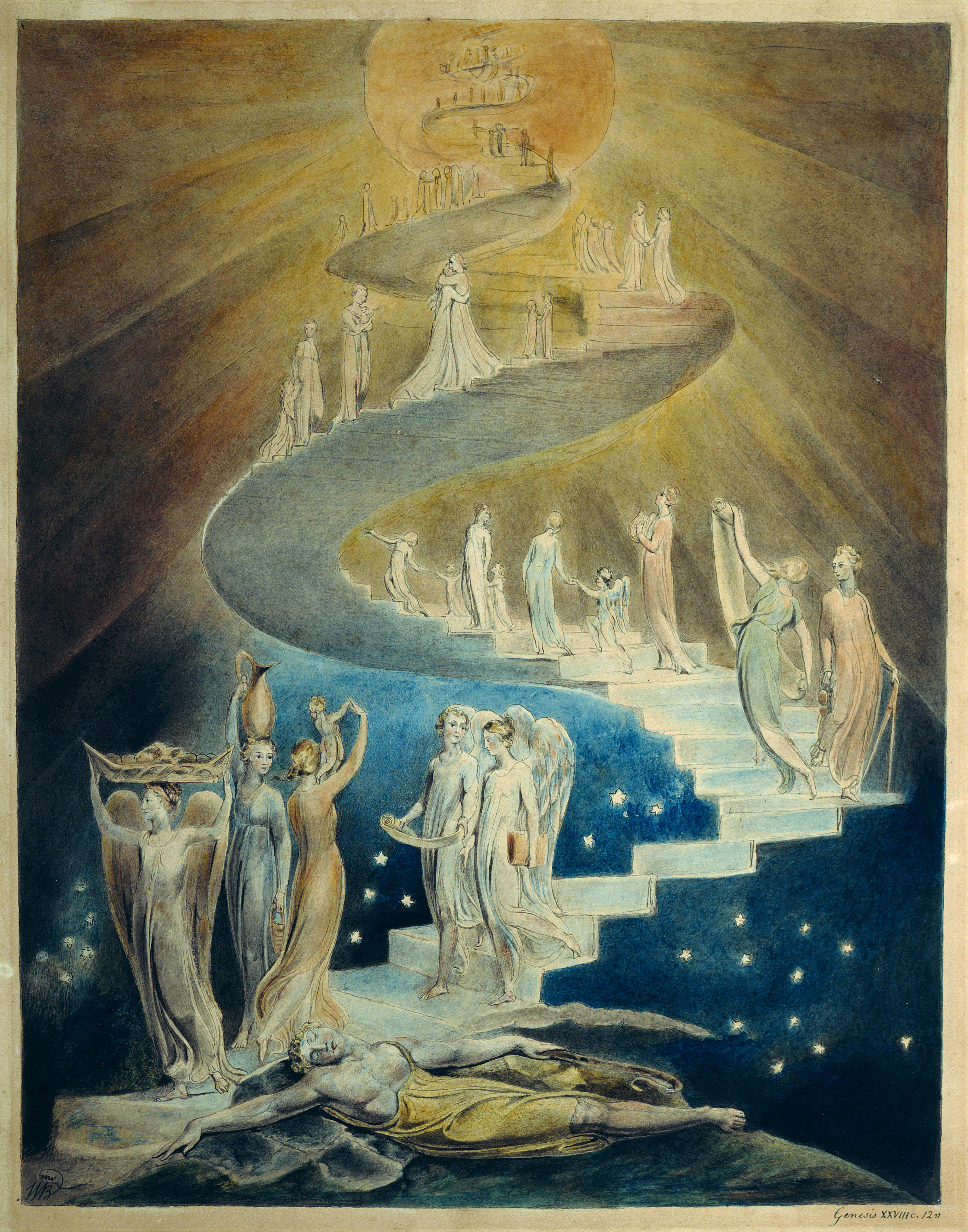
La Visione di Giacobbe in di una scala che da terra si protendeva sino in cielo, con angeli che salivano e scendevano. La cabala collega la visione alla Catena dei Mondi. Gli angeli rappresentano i livelli spirituali di ohr-luce investita. "Ascendono e discendono" in un moto di desiderio ratzu-fluente nullificante e proposito shuv-rifluente della Creazione

Più in generale, Ohr si riferisce anche alla rivelazione ed espressione di un particolare livello spirituale che discende da quel livello e si riveste in un vaso (Kli). Questo Ohr è tipicamente in uno stato di "Bittul" ("annullamento") in base al livello da cui deriva. Pertanto, anche quando discende nei reami inferiori, possiede una caratteristica di "Ratzo" ("flusso"), il desiderio di ascendere e ritornare alla sua sorgente. Corrispondentemente, il Kli "persuade" l‘Ohr  imprimendogli la necessità di Shuv ("riflusso"), il riconoscimento dell'esigenza di discendere al fine di soddisfare la superna volontà ultima.
Lo scopo della creazione non è il bene dei Mondi spirituali superiori. Nel rapporto con l'Ein Sof infinito, le loro grandi rivelazioni della Divinità sono un occultamento e non hanno paragoni. Invece, il fine ultimo della Creazione nella Cabala ebraica è il bene del Mondo più basso, il nostro reame fisico. La Divina Volontà era quella di avere una dimora in questo Mondo, fatto dall'uomo, che sarà realizzato nell'Era Messianica. Nei Mondi spirituali superiori (Seder hishtalshelus), le anime e gli angeli percepiscono ciò e cercano di incanalare il flusso divino verso la Catena dei Mondi. Pertanto Shuv, sebbene sia un esilio per la luce di scendere nel vaso, è il fine ultimo della Creazione. I termini "Ratzo" e "Shuv" provengono dalla descrizione biblica degli angeli nella visione di Ezechiele (Ezechiele 1:4-26), quando questi guardava il carro divino (Merkabah). Questi angeli "salivano e scendevano". In questa spiegazione, desideravano salire a Dio, ma tornavano verso il basso alle loro stazioni, per realizzare il loro scopo. Anche nella vita spirituale quotidiana, l'uomo cerca il deveikuth (congiunzione) con Dio e poi ritorna con questa ispirazione ad adempiere i suoi compiti nel Mondo. Qui l'anima umana è l'"ohr", il corpo è il "kli", e questo reame è attualmente un esilio dell'anima.
La dinamica del Ratzo e del Shuv è percepita dagli angeli e dall'uomo, ma si applica anche a qualsiasi emanazione spirituale. Il "Seder hishtalshelus" descrive la continua catena discendente dall'Infinito al nostro Mondo finito. In ogni Mondo le 10 Sephirot irradiano. Ogni Mondo si sviluppa dal precedente, con la Sephirah più bassa (Malkuth - il "Regno" - realizzazione del piano nella realtà) di un Mondo che diventa la Sephirah più alta (Keter -  la "Corona", superna Volontà del piano in quel Mondo) del successivo Mondo inferiore. Anche all'interno di ogni Mondo la catena spirituale discende lungo le 10 Sephirot, con l'illuminazione di una che dà vita alla successiva Sephirah inferiore.

### OhreMa'ohr
"Ohr" ("Luce") proviene da "Ma'ohr" ("Luminare"), la sorgente della luce. Tradizionalmente, la mashal (parabola), dato per spiegare questo rapporto, è la relazione tra il sole e la luce che emana. Tuttavia, tecnicamente parlando, la luce che proviene dal sole non è l'esempio perfetto per l‘Ohr, dal momento che è già passata attraverso un "nartik" ("involucro/schermo"), un livello che riduce l'intensità della rivelazione del sole. In verità, l‘Ohr che esiste nella parabola del sole è la luce del sole che esiste nel sole stesso. La luce del sole che noi vediamo è già stata limitata nella sua qualità e manca quindi del "bittul" ("annullamento") del vero Ohr nella sua origine. Viceversa, questo Ohr, essendo stato limitato dal nartik, è chiamato Ohr HaNartik (la luce dell'involucro), perché sebbene in realtà non provenga dal nartik, dato che il nartik l'ha limitato in modo tale che esso non possiede più una connessione con la sua sorgente ultima, noi l'associamo con il nartik.
Nella Cabala, il livello del Ma'ohr è rappresentato dal principale Nome ebraico di Dio, il Tetragramma, e l‘Ohr è la rivelazione di quel livello. Similmente, il nome minore di Dio, Elohim rappresenta il nartik e la luce che ne nasce è l‘Ohr HaNartik, e come tale manca di un più alto livello di nullificazione, abilitandolo a creare i Mondi. Se la luce del Tetragramma dovesse creare dei Mondi, non esisterebbero come creazioni con un'autoconsapevolezza indipendente. L'immensa rivelazione del Divino li vanificherebbe alla fonte, come la luce del sole dentro il sole stesso.
Nella seconda sezione del Tanya di Schneur Zalman di Liadi, il Panenteismo chassidico del Baal Shem Tov, fondatore dello Chassidismo, viene sistematicamente spiegato in termini filosofici. Vengono spiegati due livelli di Unità Divina, che paradossalmente sono entrambi vere prospettive. Dalla prospettiva di Dio, in confronto all'immutabile Infinità Divina, tutta la Creazione è letteralmente come se non esistesse (acosmismo). Questo è rappresentato da un Bittul Superiore-"Bittul Hametsiyas" ("Annullamento dell'Essenza") nella metafora della luce del sole dentro la sfera del sole stesso e chiamata l'"Unità Divina Superiore". L'"Unità Divina Inferiore" descrive l'Unità di Dio dal punto di vista illusorio indipendente delle Creazioni.
Da questa prospettiva, la Creazione esiste, ma dipende sempre dal ricevere la sua divina forza vitale che la mette costantemente in essere dal nulla. Nel nostro Mondo, questa costante dipendenza totale dell'esistenza di tutto dalla Luce creatrice divina, è nascosta. È rivelata invece nei Mondi spirituali della Creazione, ma questi mancano ancora del vero "Bittul" (annullamento), poiché le anime e gli angeli in quei reami hanno una qualche consapevolezza di sé, sebbene totalmente annullata in Dio. Questo Bittul Inferiore-"Bittul Hayesh" ("Annullamento dell'Io") è rappresentato metaforicamente dalla luce di una candela in una giornata assolata. Nella Catena dei Quattro Mondi, il primo reame, il mondo dell'Atziluth, non è ancora considerato una Creazione ma piuttosto un'emanazione della Divinità superna. Si caratterizza nella Nullificazione superiore dell'Essenza. I tre reami inferiori della Beri'ah, Yetzirah e Assiah sono considerati reami creati in quanto possiedono solo diversi livelli della Nullificazione inferiore dell'Io.
Questa spiegazione dei significati spirituali dei diversi nomi ebraici di Dio del Tetragramma e di Elohim, fornisce la ragione cabalistica del perché il nome inferiore di "Elohim" (immanenza divina) sia universalmente utilizzato nel racconto della Creazione all'inizio del Libro della Genesi, con le frasi multiple per ogni giorno:

"E Dio (Elohim) disse, 'Sia...'"

Nella Cabala, facendo riferimento al commentario scritturale di Nachmanide, i 7 giorni della Creazione si intendono riferirsi simbolicamente alle 7 rivelazioni emotive delle Sephirot, ognuna chiamata "giorno". Questi stessi pronunciamenti in ebraico sono spiegati nella Cabala come canali creativi delle Sephirot nell'attivazione della Creazione. Solo dopo che Genesi ha esposto il primo racconto della Creazione, usa all'inizio del secondo racconto il più alto, essenziale Nome divino del Tetragramma (trascendenza divina). Qui combina entrambi i nomi, in quanto entrambi sono coinvolti nella Creazione. Più tardi, quando Dio parla a Mosè, il Nome di Dio utilizzato è solo il Tetragramma trascendente. nel secondo racconto della Creazione:

"Queste le origini del cielo e della terra quando vennero creati, quando il Signore (Tetragramma) Dio (Elohim) fece la Terra e il Cielo."

Secondo la spiegazione cabalistica e chassidica, la capacità di creare ex nihilo (qualcosa dal nulla) può venire solo dall'Essenza divina (Ein Sof), che è indicata dal Tetragramma. Ciononostante, la luce per creare l'esistenza deve essere contratta attraverso il nome Elohim. Questo processo viene citato nel secondo racconto della creazione.

## Sovev/MakifeMimalei/Pnimi- Luce trascendente e Luce interiore

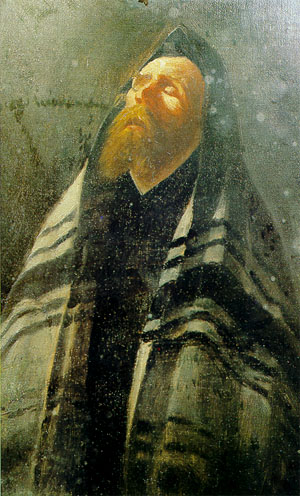
La dualità cabalistica delle emanazioni trascendenti e immanenti in Cielo, diventa un paradigma nel panenteismo chassidico per descrivere l'Onnipresenza divina paradossale in questo mondo, espressa nel culto e dallo Tzadik

Sovev significa "circostante" e Mimalei significa "riempimento". Le associazioni geometriche di questi aggettivi sono metaforiche. La Cababala descrive due tipi di luce che emanano nella Creazione. Uno, chiamato "Sovev Kol Olmin" ("Circostante a tutti i Mondi"), è la Luce divina di trascendenza, radicata nell‘Ohr Ein Sof ("Luce Infinita" primordiale) prima del Tzimtzum della Cabala lurianica. Discende attraverso il Seder hishtalshelut (Catena dei Mondi), che rappresenta la trascendenza divina ad ogni livello. Potrebbe essere rivelata da una benedizione o miracolo sopra i vasi e le limitazioni di quel reame. Le anime nella loro essenza trascendono il corpo e tutti i Mondi. Allo stesso modo, come lo Zohar afferma che Dio è totalmente unito alla sua Torah, la Torah è intrinsecamente trascendente in tutti i Mondi e ogni Mondo la studia in base al rispettivo livello mistico di percezione.
L'altra luce, chiamata Mimalei Kol Olmin ("Riempie tutti i Mondi") è la Luce divina di immanenza, radicata nel Kav (primo "Raggio" di luce), dopo lo Tzimtzum della Cabala lurianica. Questa è la luce che discende immanente ad ogni livello della Catena dei Mondi, essa stessa creando infine ogni vaso fisico e spirituale di ogni Mondo. Subisce gli innumerevoli occultamenti e contrazioni dei secondi Tzimtzumim. Il pensiero chassidico considera il vantaggio ultimo di questa luce inferiore, perché il fine ultimo della Creazione risiede in questo reame più basso. Lo Chassidismo ha quindi respinto l'ascetismo ebraico, cercando di utilizzare e trasformare misticamente il fisico in spirituale, attraverso il deveikuth nel congiungimento a Dio. Allo stesso modo il pensiero chassidico descrive un altro più alto tipo di miracolo che è investito immanentemente nelle leggi fisiche di questo Mondo, senza infrangerle. Solo una fonte più alta radicata nell'Essenza divina (Atzmut), al di là della dualità "infinito-finito", può unire l'infinita luce avvolgente di Sovev all'interno della limitata luce investita di Mimalei.
Questi termini sono equivalenti alle nozioni parallele di Makif ("Esteriore") e Pnimi ("Interiore"), insegnate dalla filosofia chassidica. Secondo le parole dell'Alter Rebbe:
(Rabbi Schneur Zalman di Liadi, Likkutei Torah, Korach (parashah), fine pagina 52a)
Lo Chassidismo relaziona le strutture spirituali esoteriche della Cabala alle loro dimensioni interiori nella coscienza e nella percezione umana. Ciò si trova nell'idea chassidica di deveikuth (fervore mistico): cerca una risposta interiore alla tradizione mistica ebraica. Nelle Sephirot, per esempio, il pensiero chassidico si concentra sull'anima motivazionale intima all'interno di ogni Sephirah ed il suo parallelo nella psicologia spirituale dell'uomo.

## Luce diretta discendente e Luce riflessa ascendente
Una luce discendente è una emanazione divina "dall'alto". Viene metaforicamente chiamata "acque mascoline" e "un risveglio dall'Alto" nella Cabala, sulla base dei versetti di Genesi 1:6-8 sulle Acque Superiori ed Inferiori:

[6] Dio disse: "Sia il firmamento in mezzo alle acque per separare le acque dalle acque". [7] Dio fece il firmamento e separò le acque, che sono sotto il firmamento, dalle acque, che son sopra il firmamento. E così avvenne. [8] Dio chiamò il firmamento cielo. E fu sera e fu mattina: secondo giorno.

La discesa delle acque mascoline può essere una libera espressione della Sephirah di Chessed (Benevolenza), che ha la natura essenziale di dare la benedizione divina in modo illimitato, senza considerare se i vasi della Creazione ne siano degni. Chessed è controbilanciata da Ghevurah (Giudizio), che misura e trattiene la benedizione secondo il valore e la capacità del vaso.
Più comunemente, la discesa della luce diretta è in risposta all'ascesa dal basso di luce riflessa. Questo "risveglio dal basso", la salita delle "acque femminine", è l'illuminazione spirituale creata da ciascuna persona attraverso mitzvot (osservanze ebraiche) etiche o rituali meritorie. Sebbene la Cabala offrisse radicali spiegazioni cosmiche teosofiche dell'Ebraismo, rimaneva intrinsecamente conservatrice. Le dottrine metafisiche della Cabala supportano e approfondiscono l'osservanza normativa ebraica. La Cabala – soprattutto i nuovi insegnamenti di Isaac Luria nel XVI secolo – afferma il potere cosmico di ogni persona di influenzare e correggere lo schema divino della Creazione.
Nella Cabala lurianica, il Tikkun finale dipende da ogni singolo individuo che adempie i propri compiti unici nella Creazione, attraverso le mitzvot. Questo effetto può verificarsi senza che la persona sia a conoscenza dei significati più profondi o meno. La grande gioia che l'illuminazione delle acque femminine ascendenti provoca nei reami celesti (Quattro Mondi), porta alla reciproca risposta divina di benedizione discendente e di luce nelle acque mascoline. Questo dà la struttura cabalistica metafisica intrinseca nella tradizionale credenza ebraica di "ricompensa e punizione", incorporata nei Principi di fede ebraica di Maimonide. La spiegazione cabalistica pone queste categorie esterne in un sistema interiore di benevolenza divina.

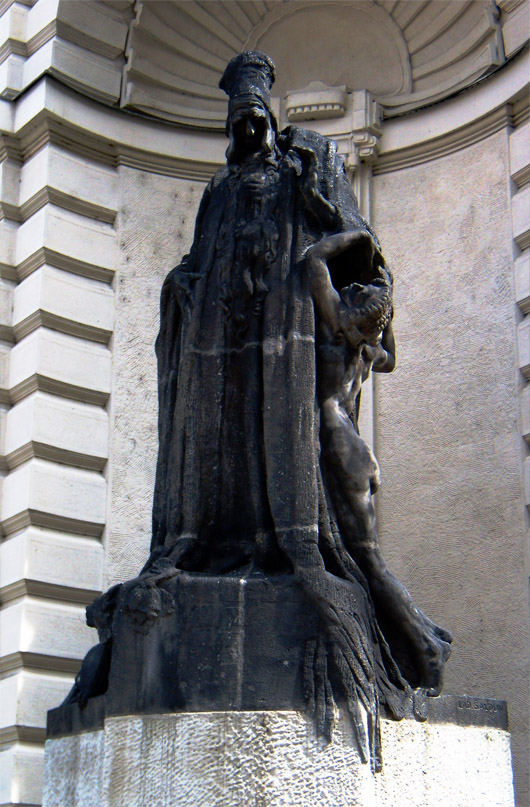
Il Maharal

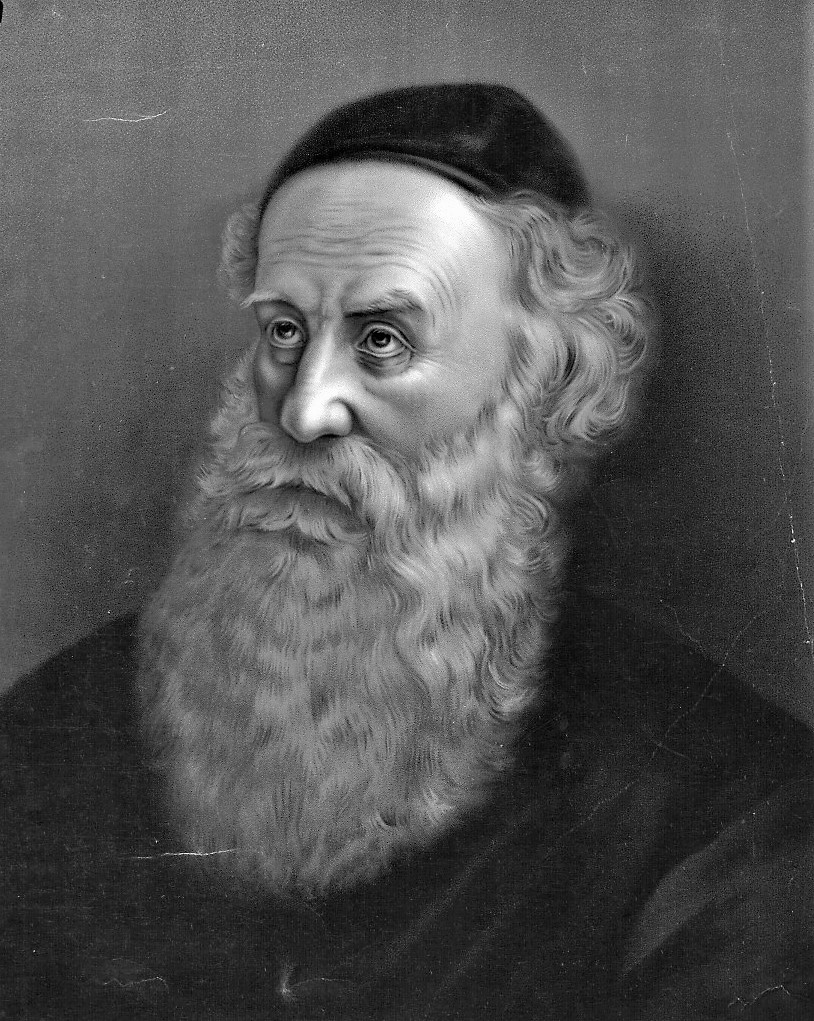
Schneur Zalman di Liadi

Un esempio dato dalla Cabala delle dinamiche delle acquei "mascoline" e "femminine", si trova nelle yartzheit (date di morte) e compleanni di tre figure centrali della tradizione mistica ebraica. Judah Loew (detto il Maharal) morì il giorno 18 (18 significa "Hai" - "vita" nella Ghematria) del mese ebraico di Elul dell'anno 1609 (17 settembre). Il 18 Elul, 12 giorni prima di Rosh haShana, è una data mistica centrale per i preparativi personali di Teshuvah (ritorno a Dio) nei susseguenti "Giorni di timore reverenziale". Un componente centrale degli insegnamenti del Maharal fu il concetto del paradosso divino, al di là dell'intelletto. Questo preparò la strada al movimento chassidico, che cercò espressione interiore nella filosofia chassidica della tradizione cabalistica. Il fondatore dello Chassidismo, Israel Baal Shem Tov nacque il 18 Elul del 1698 (27 agosto), e il fondatore dell'espressione intellettuale dello Chassidismo Chabad, Schneur Zalman di Liadi, nacque il giorno 18 Elul del 1745 (4 settembre). La Cabala insegna che lo yarthzeit di uno Tzaddik (persona giusta) causa la rivelazione spirituale e l'ascesa del servizio spirituale della loro vita, l'ascesa delle "acque femminine" che lo Tzaddik ha illuminato. Chiunque aderisca agli insegnamenti e all'influenza dello Tzaddik, riceve la sua illuminazione e benedizione nel rispettivo yartzheit. Nello schema cabalistico, questo "risveglio dal basso" suscita la "pulsione di Dio dall'alto" che scende nelle "acque mascoline" a causa della discesa delle anime del Baal Shem Tov e di Schneur Zalman di Liadi in questa data, successivamente. La Cabala trova un'allusione agli aspetti più profondi di questa struttura, tra cui l'essenza dei diversi insegnamenti spirituali di queste tre figure, in un versetto biblico che si riferisce al significato mistico del 18 Elul.

## Galleria d'immagini

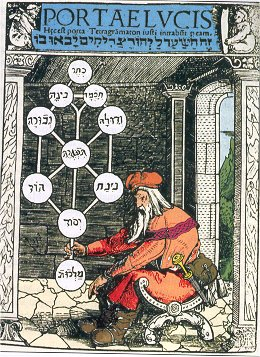
Traduzione latina di Shaare Orah שערי אורה ("Le Porte della Luce"), una delle presentazioni più influenti del sistema cabalistico, di Joseph Gikatilla nel XIII secolo
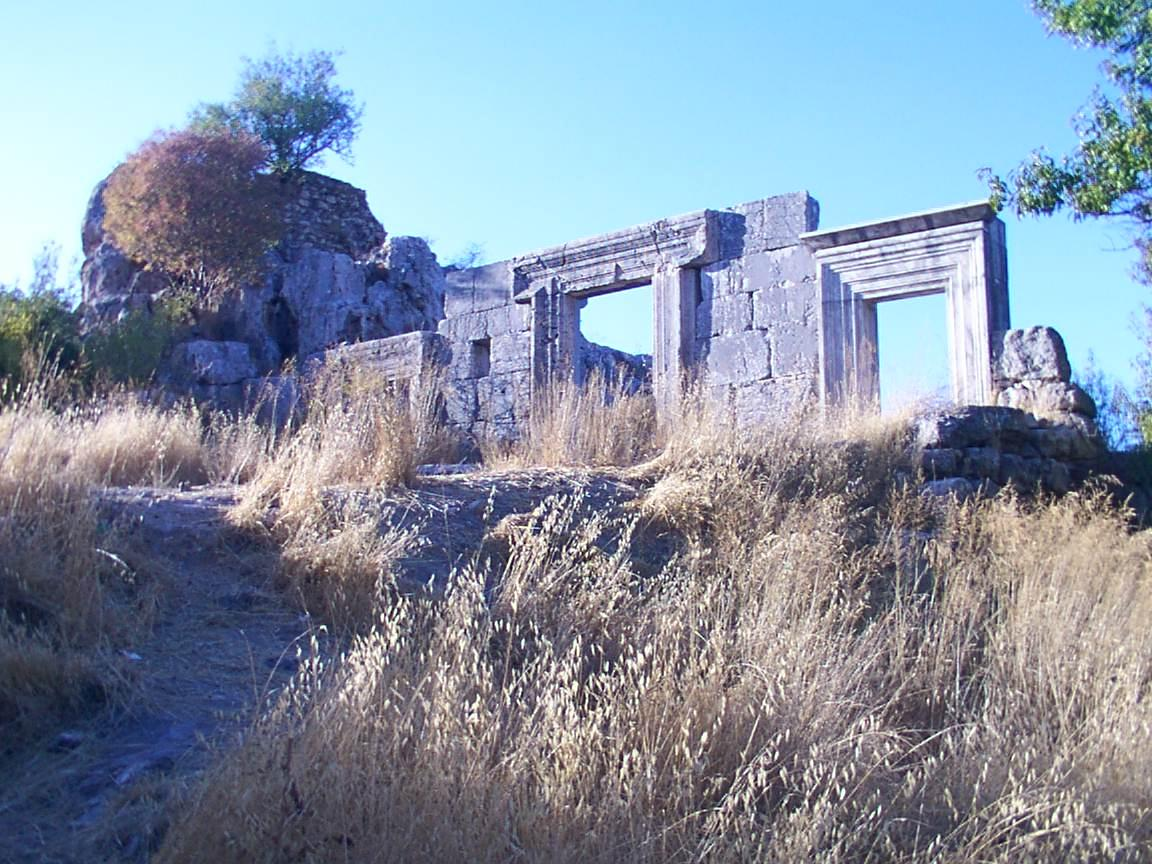
Rovine dell'antica Sinagoga di Meron, in Israele - gli ebrei di Safed credevano che il Messia sarebbe arrivato quando i portali di questa sinagoga fossero caduti
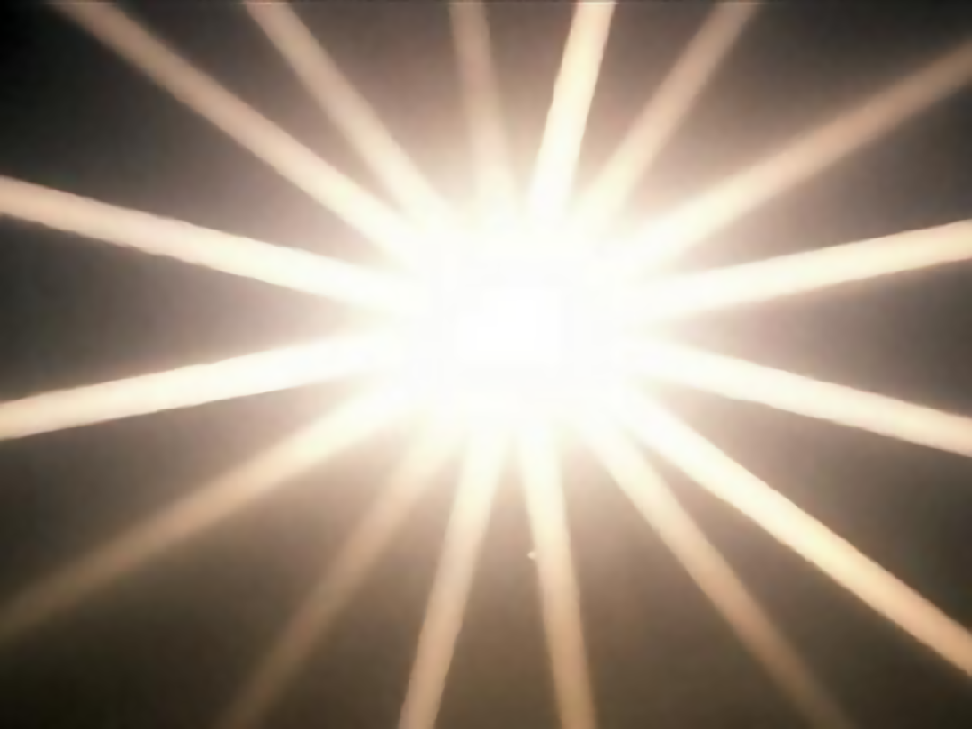
Emanazione di luce, nel concetto di Ein Sof
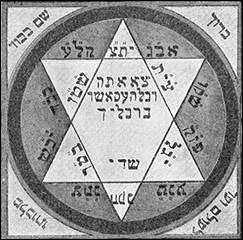
Pentagramma - La Stella di David come Mizrach, che segna la direzione orientale del Tempio
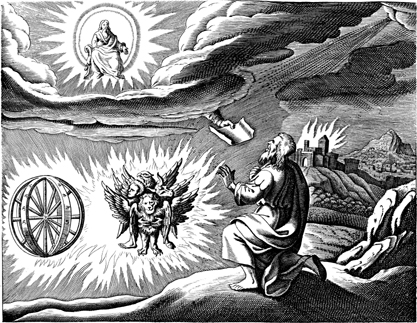
La Visione del Carro di Ezechiele, incisa da Matthäus Merian (1593-1650)
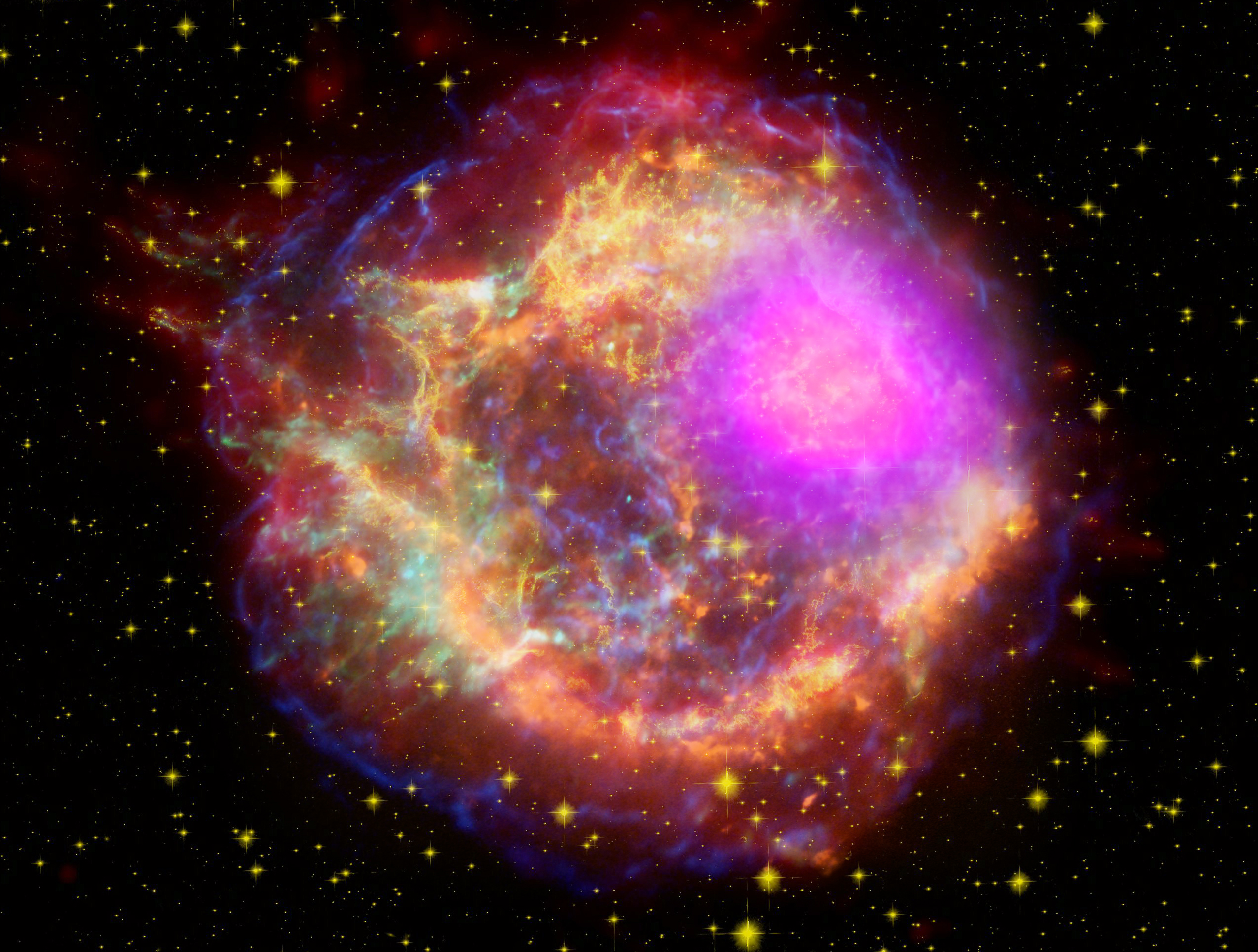
La Supernova Cassiopea A dopo l'esplosione